# Ptaki (województwo mazowieckie)
Ptaki – wieś sołecka w Polsce położona w województwie mazowieckim, w powiecie mińskim, w gminie Siennica.
W latach 1975–1998 miejscowość położona była w województwie siedleckim.
Wierni Kościoła rzymskokatolickiego należą do parafii Matki Bożej Częstochowskiej w Starogrodzie.